# Ишалинское сельское поселение
Ишалинское се́льское поселе́ние — муниципальное образование в Аргаяшском районе Челябинской области Российской Федерации. В рамках административно-территориального устройства муниципальное образование  соответствует административно-территориальной единице Ишалинский сельсовет.
Административный центр — посёлок железнодорожной станции Ишалино.

## История
Статус и границы сельского поселения установлены Законом Челябинской области от 12 ноября 2004 года № 292-ЗО «О статусе и границах Аргаяшского муниципального района и сельских поселений в его составе».

## Население
| 2002  | 2010  | 2011  | 2012  | 2013  | 2014  | 2015  |
| ----- | ----- | ----- | ----- | ----- | ----- | ----- |
| 1939  | ↗2141 | →2141 | ↗2147 | ↘2118 | ↗2134 | ↘2132 |
| 2016  | 2017  | 2018  | 2019  | 2020  | 2021  | 2023  |
| ↗2146 | ↗2185 | ↘2176 | ↘2145 | ↘2126 | ↘1970 | ↗1996 |

## Состав сельского поселения
| № | Населённый пункт | Тип населённого пункта                                  | Население |
| - | ---------------- | ------------------------------------------------------- | --------- |
| 1 | Ишалино          | посёлок железнодорожной станции, административный центр | ↗2089     |
| 2 | Каратуган        | деревня                                                 | ↗52       |

## Экономика
Птицефабрика «Уралбройлер», завод по производству алюминиевой банки «REXAM».